# 李仲遵
李仲遵（？—525年），陇西郡狄道县（今甘肃省定西市临洮县）人，北魏官员。

## 生平
李仲遵有学业和品德，彭城王元勰担任定州刺史时，请李仲遵担任定州开府参军。李仲遵屡次转任员外散骑常侍、游击将军、太中大夫，外任京兆郡内史。大将军、京兆王元继西征时，请李仲遵担任咨议参军。李仲遵很快出任左将军、营州刺史。当时四方州镇谋逆，叛乱相继，营州城内都有叛变的意图。李仲遵单车前往营州，到达后，与大使卢同以恩德信义恩信招诱，百姓大多喜悦。之后魏孝明帝元诩又诏令卢同担任行台，到北方去慰劳。卢同怀疑北方地区人心难测，聚集士兵将要前往。城中百姓刘安定、就德兴等人之前就有叛变的意图，以为是卢同要对付自己，自行惊恐扰动，于是在正光六年（525年）十月将占据州城反叛，将李仲遵抓住杀死，李仲遵的两个儿子李清石和李阿罕很快也被杀死，只有李仲遵哥哥的儿子李徽仁得以幸免。

## 家族

### 兄弟
- 李元珍，北魏步兵校尉

### 堂兄弟姐妹
- 李韶，北魏散骑常侍、定州刺史、骠骑大将军、安城文恭伯
- 李彦，北魏抚军将军、秦州刺史
- 李晖仪
- 李虔，北魏散骑常侍、骠骑大将军、开府仪同三司、高平宣景男
- 李蕤，北魏大司农少卿